# 松村比呂美
松村 比呂美（まつむら ひろみ、1956年8月22日 -）は、日本の小説家、推理作家、ホラー作家。

## 経歴・人物
福岡県生まれ。1999年、「メッセージ」が第6回九州さが大衆文学賞で佳作に選ばれる。2001年、「暖かい殺意」が第40回オール讀物推理小説新人賞で候補作に選ばれる。2002年、「カルシウム」が第41回オール讀物推理小説新人賞で候補作に選ばれる。2003年、「ながもち」が第1回あさよむ携帯文学賞で佳作に選ばれる。携帯サイトにて小説の連載を開始する。2005年、『女たちの殺意』を刊行、書籍デビューを果たす。日本推理作家協会会員。
子どもの頃から物語を作っていたという。最も影響を受けた作家として、新津きよみを挙げている。30代後半から小説の投稿を開始し、コバルト短編小説新人賞で佳作に選ばれたのがきっかけで、小説家になろうと思ったという。山村教室（現・山村正夫記念小説講座）に通い始め、本気でプロの小説家を目指すようになったという。
夫は転勤族で、現在は北九州市在住。

## 作品リスト

### 単著
- 女たちの殺意（2005年1月 新風舎文庫）
- 幸せのかたち（2006年5月 双葉文庫）
- ふたつの名前（2007年2月 新風舎）
- 恨み忘れじ（2009年12月 角川ホラー文庫）
- 終わらせ人（2011年4月 角川ホラー文庫）
- 鈍色の家（2011年6月 光文社文庫）
- キリコはお金持ちになりたいの（2014年2月 幻冬舎文庫）
- 黒いシャッフル（2018年12月 光文社文庫）

### アンソロジー
「」内が収録されている松村比呂美の作品
- ショートショートの広場14（2003年2月 講談社文庫）「学歴詐称」
- ショートショートの広場17（2005年12月 講談社文庫）「うそでしょ」
- ふたり。（2006年11月 新風舎文庫）「マニキュア」
- 異形コレクション 憑依（2010年5月 光文社文庫）「溶ける日」
- 怪談実話 FKB 饗宴4（2013年2月 竹書房文庫）「連れてくる人」「お茶をまく」「部屋との相性」
- アンソロジー 捨てる（2015年11月 文藝春秋 / 2018年10月 文春文庫）「蜜腺」
- 毒殺協奏曲（2016年6月 原書房 / 2019年1月 PHP文芸文庫）「ナザル」
- アンソロジー 隠す（2017年2月 文藝春秋 / 2019年11月 文春文庫）「水彩画」
- 迷―まよう― アンソロジー（2017年7月 新潮社 / 2021年12月 実業之日本社文庫）「置き去り」
- 推理作家謎友録 日本推理作家協会70周年記念エッセイ（2017年8月 角川文庫）※エッセイアンソロジー
- 怪を編む ショートショート・アンソロジー（2018年4月 光文社文庫）「霊径」
- アンソロジー 嘘と約束（2019年4月 光文社 / 2023年10月 光文社文庫）「自転車坂」
- アンソロジー 初恋（2019年12月 実業之日本社文庫）「迷子」
- 11の秘密 ラスト・メッセージ（2021年12月 ポプラ社）「青い封筒」
- おいしい旅 初めて編（2022年7月 角川文庫）「糸島の塩」
- ここだけのお金の使いかた（2022年12月 中公文庫）「二千万円の差額」
- おひとりさま日和（2023年9月 双葉文庫）「最上階」
- おいしい旅 しあわせ編（2023年10月 角川文庫）「旅の理由」
- キッチンつれづれ（2024年5月 光文社文庫）「離れ」
- おひとりさま日和 ささやかな転機（2024年9月 双葉文庫）「セッション」